# Plesiochrysa ruficeps
Plesiochrysa ruficeps is een insect uit de familie van de gaasvliegen (Chrysopidae), die tot de orde netvleugeligen (Neuroptera) behoort. 
Plesiochrysa ruficeps is voor het eerst wetenschappelijk beschreven door McLachlan in 1875.